# Wijngaardplein

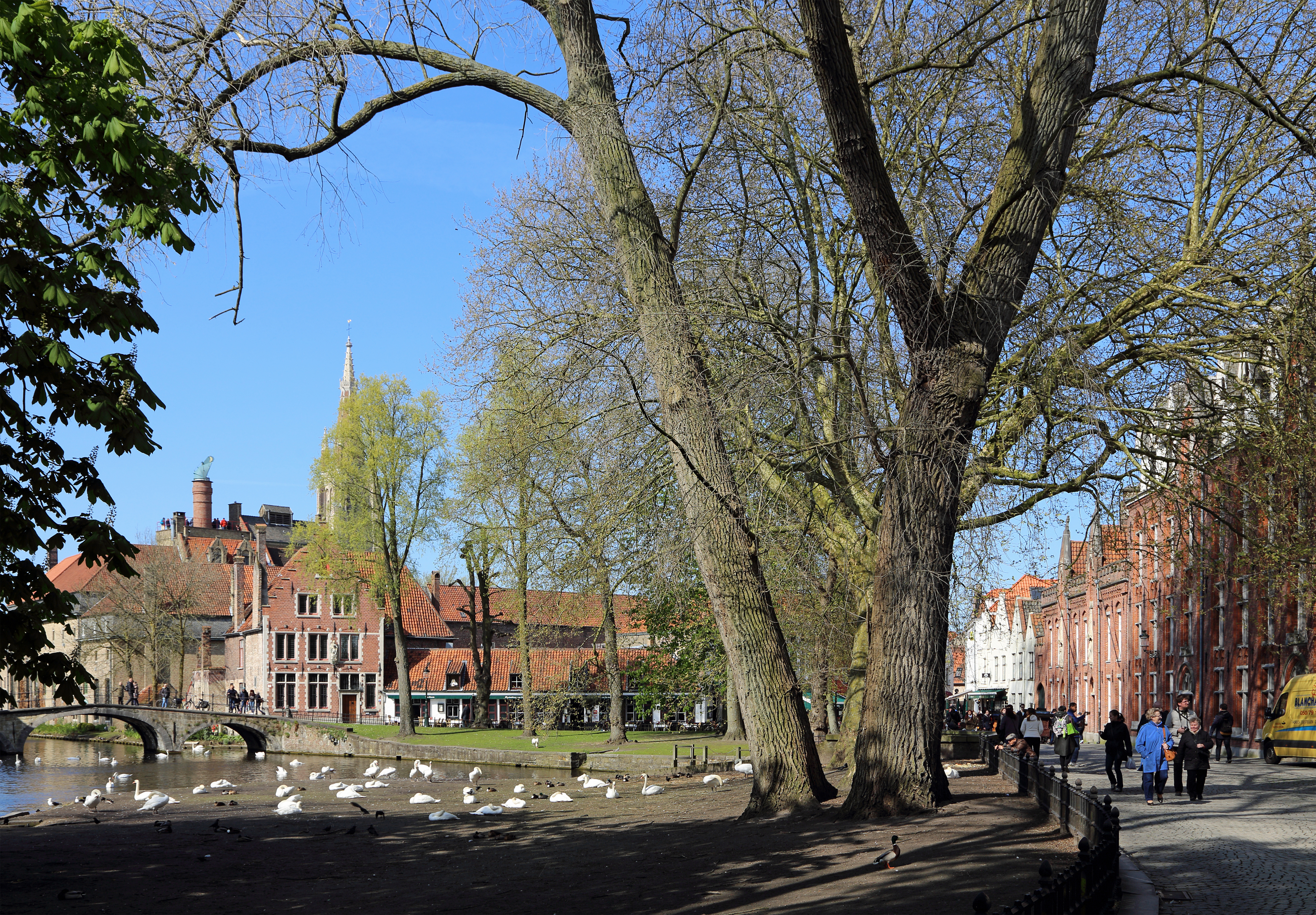
Het Wijngaardplein

Het Wijngaardplein is een plein in Brugge.

## Beschrijving
Het behoort tot de gevestigde gezegden over Brugge dat de begijnen hun kloostergemeenschap uitbouwden op een plek waar ze druiven kweekten.
De oorsprong van de naam is nochtans verschillend. Wijn betekent in het Middelnederlands 'laag, moerassig weiland' en 'gaard' een besloten ruimte, zoals in boomgaard. Een 'wijngaard' is dus een meers of laag weiland, omsloten door water of door een omheining. De Wijngaardstraat in Gent en de plaatsnaam Wijnendale in Torhout hebben dezelfde oorsprong. In Waardamme waren er 'wijnmeersen' en in Roesbrugge de 'Wijngaardmeersch', dus moerassen die nog lager lagen dan gewone moerassen.
Deze betekenis is al tamelijk snel vervaagd en hiervoor lijkt hoofdzakelijk de oorzaak te liggen in het feit dat de vermelding van het begijnenklooster vooral in kerkelijke, in het Latijn opgestelde documenten voorkwam en daar 'Vinea' werd geschreven (het had eigenlijk 'Palus' moeten zijn), wat dan bij Franse vertaling 'la Vigne' werd en vandaar begrepen werd als een plaats waar druiven werden gekweekt:
- 1244: in loco qui dicitur Vinea;
- 1245: ad locum qui dicitur Vinea;
- 1245: ecclesia de Whingarde;
- 1245: le enfermerie dou Beghinage de Bruges, ke on apeile a le Vigne.

Het Begijnhof Ten Wijngaerde domineerde het bescheiden plein dat er voor lag en het is dan ook normaal dat het in de volksmond de naam Wijngaardplaats kreeg. Men is trouwens pas in de 19de eeuw van een plaats beginnen spreken. Tot het midden van die eeuw bleef de Wijngaardplaats beperkt tot een zeer kleine verbreding op het einde van de Wijngaardstraat en werd voor het overige ingenomen door een arm van de Reie, het zogenaamde "binnenwater", die evenwijdig liep met de thans nog bestaande reie. Deze arm was bereikbaar voor schepen via een overwelfde doorgang, lopende onder een bijgebouw van het thans nog bestaande zestiende-eeuwse huis Wijngaardplaats 13, dat de woning was van de sasmeester of van de ingenieur van de waterwegen. Deze doorgang werd ook "sas binnewater" of "sas van Gent" genoemd, in tegenstelling tot het "sas Minnewater" of "oud sas”.
Hoe de smalle weg tussen de reie en het binnenwater werd genoemd, is niet bekend (misschien Wijngaardstraat, hoewel men er wellicht geen behoefte aan had om aan die weg zonder huizen een naam te geven). De smalle weg die langs de andere kant van het "binnenwater" liep, vanaf de Arsenaalstraat tot aan de Wijngaardstraat, had wellicht eerst ook geen aparte naam. Vanaf het begin van de negentiende eeuw werd het "rue du Vieux Sas" of "Oud sas" genoemd. Pas toen het binnenwater gedempt werd kwam een plek tot stand die enigszins het uitzicht en de afmetingen kreeg om het een 'plein' te noemen.
Het Wijngaardplein loopt van de Wijngaardstraat naar de Arsenaalstraat, het Minnewater en de Begijnenvest.

## Galerij

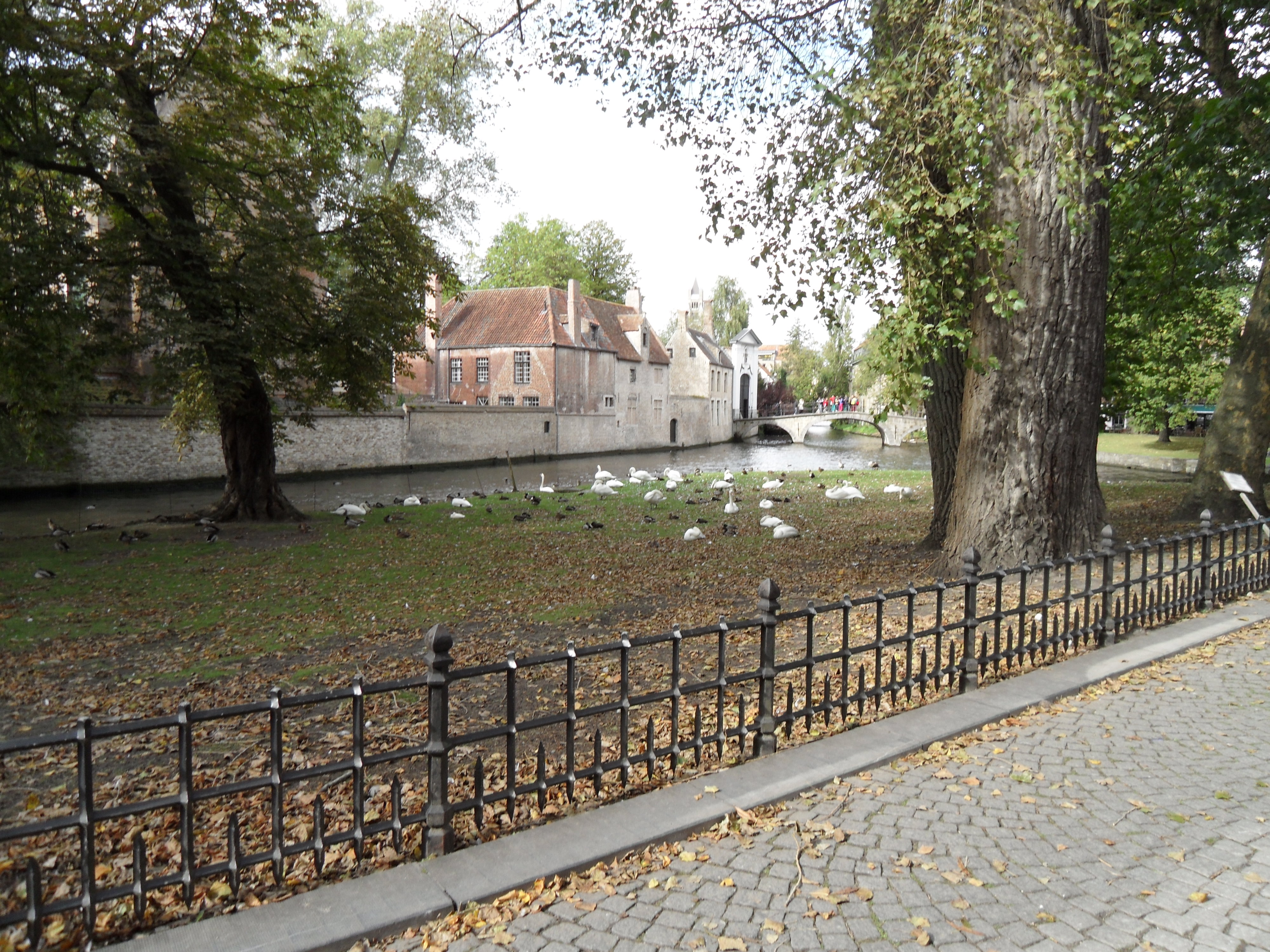
Zicht van op het Wijngaardplein van het grasplein met zwanenkolonie, de reie en de gebouwen van het Begijnhof
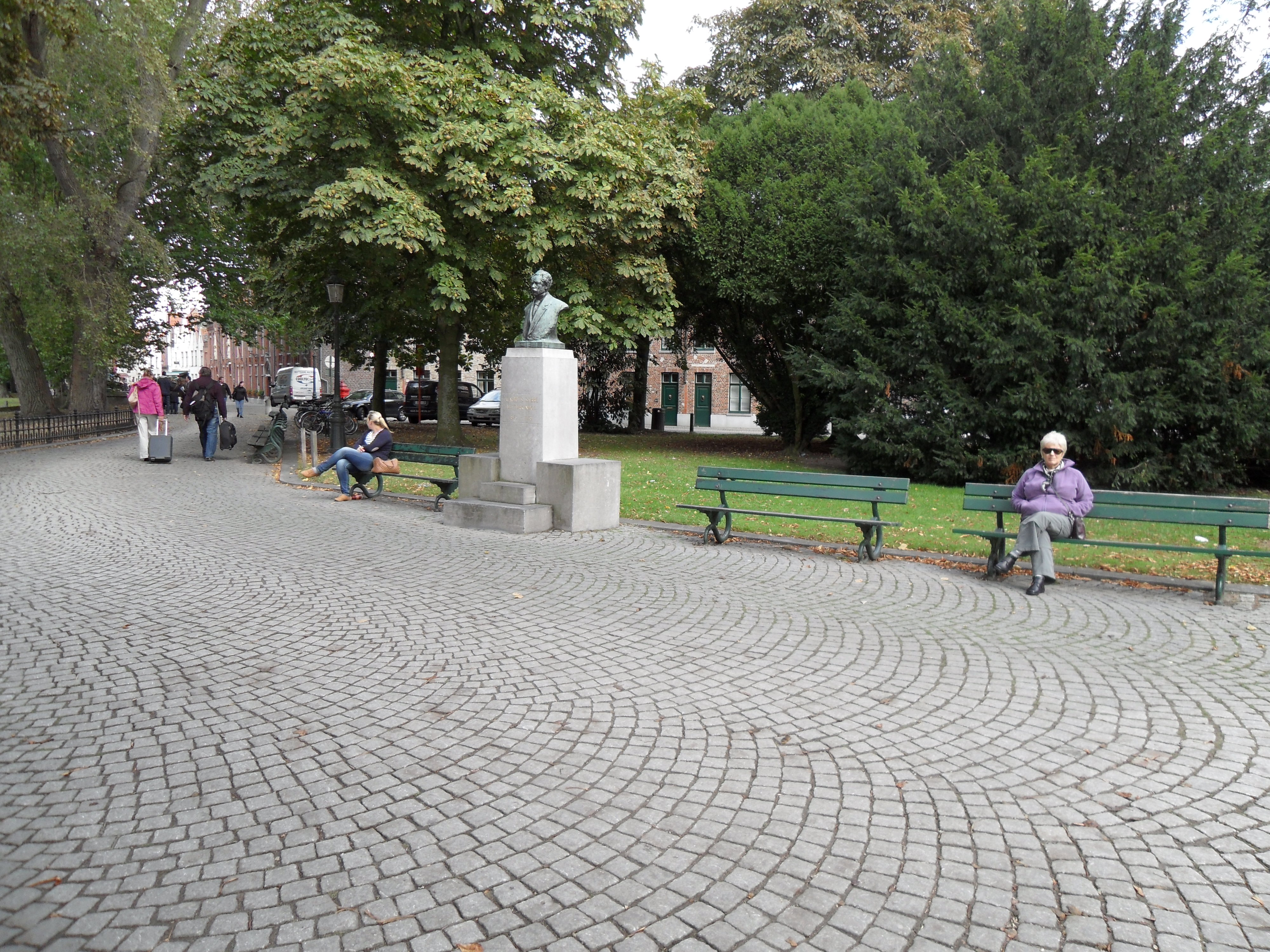
Zicht op het tweede deel van het Wijngaardplein, met borstbeeld van Maurits Sabbe, "de filosoof van het sashuis"
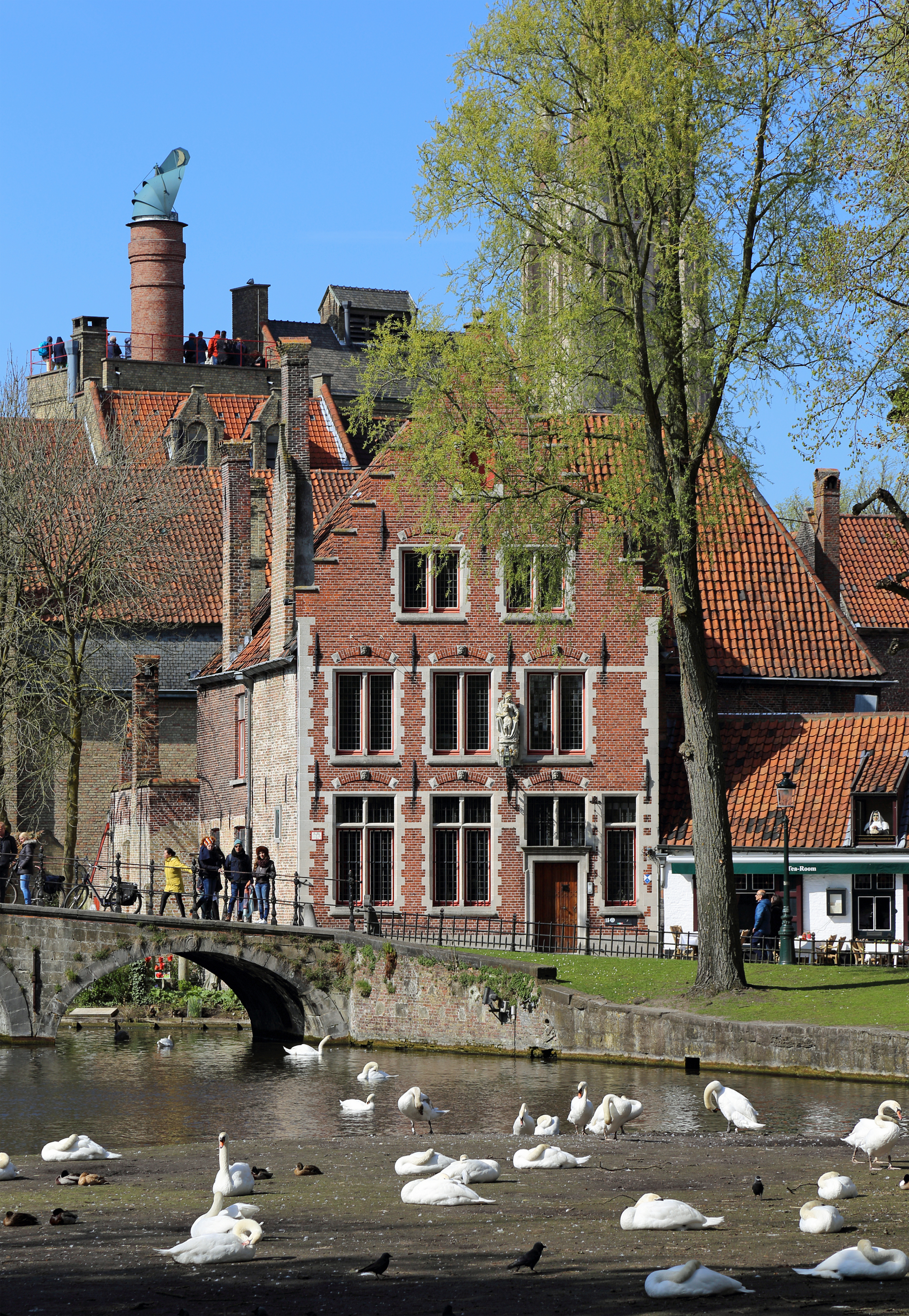
Wijngaardplein 15: de voormalige pastorie van de Begijnhofparochie is een beschermd monument
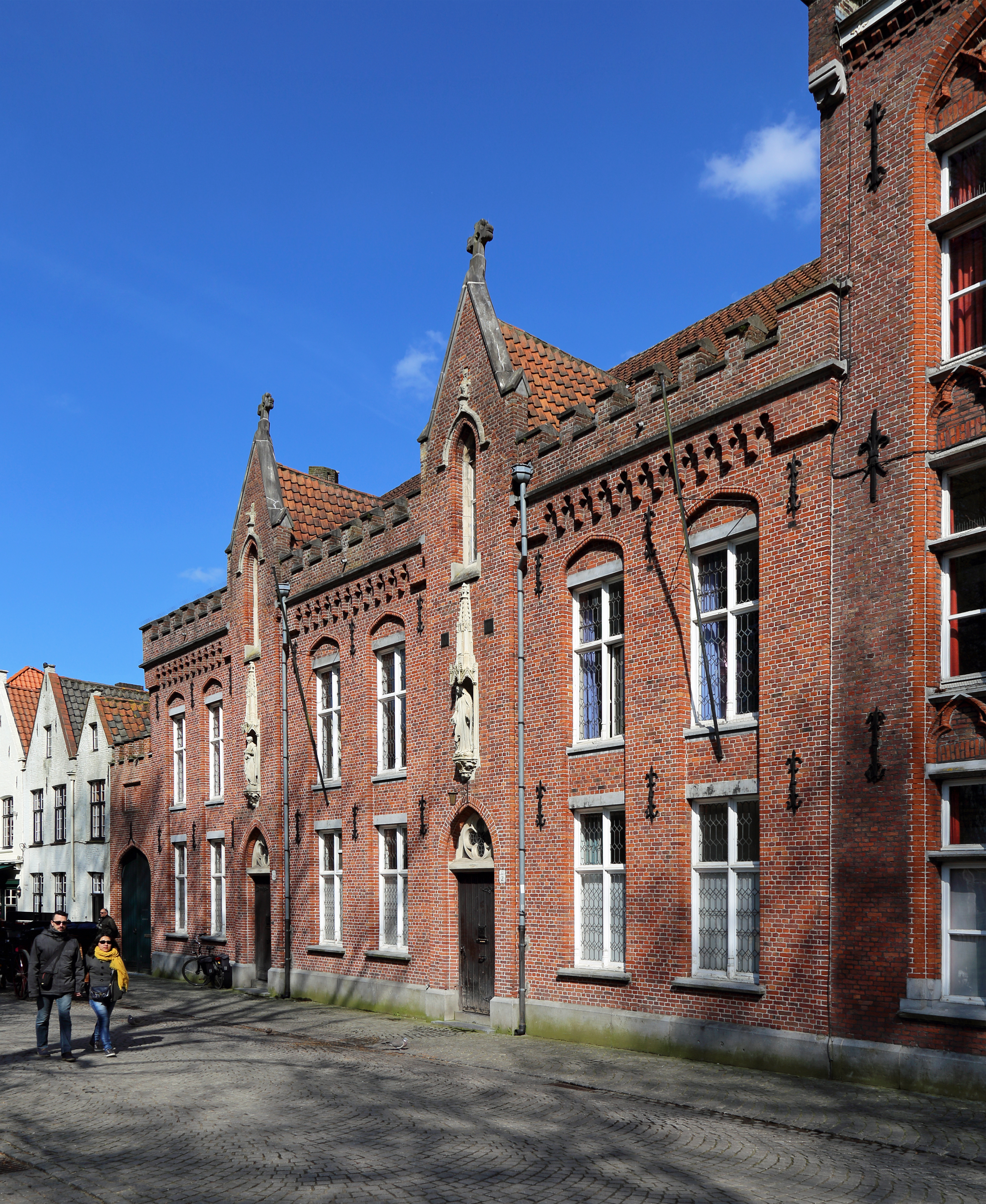
Het klooster van de zusters van Sint-Vincentius a Paulo (Wijngaardplein 1-2) werd opgetrokken in 1851 en 1857
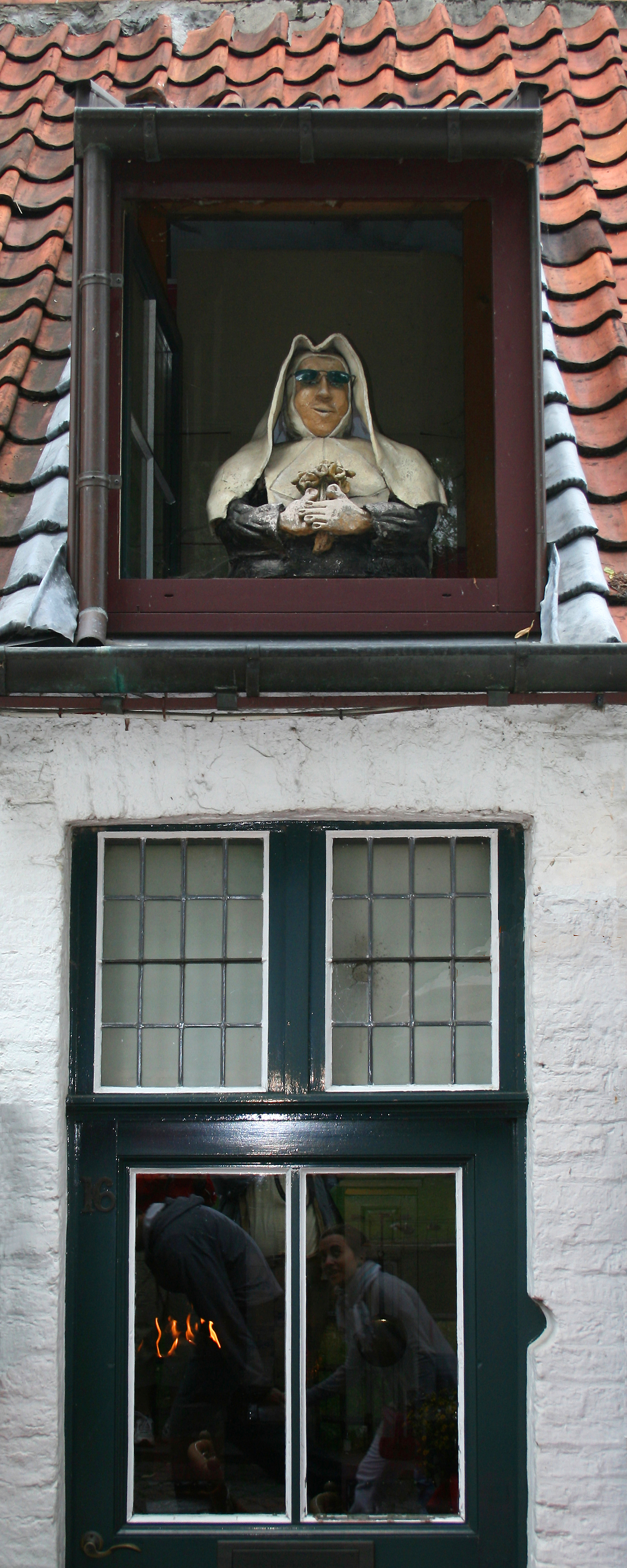
Een dakkapel met een humoristisch tintje
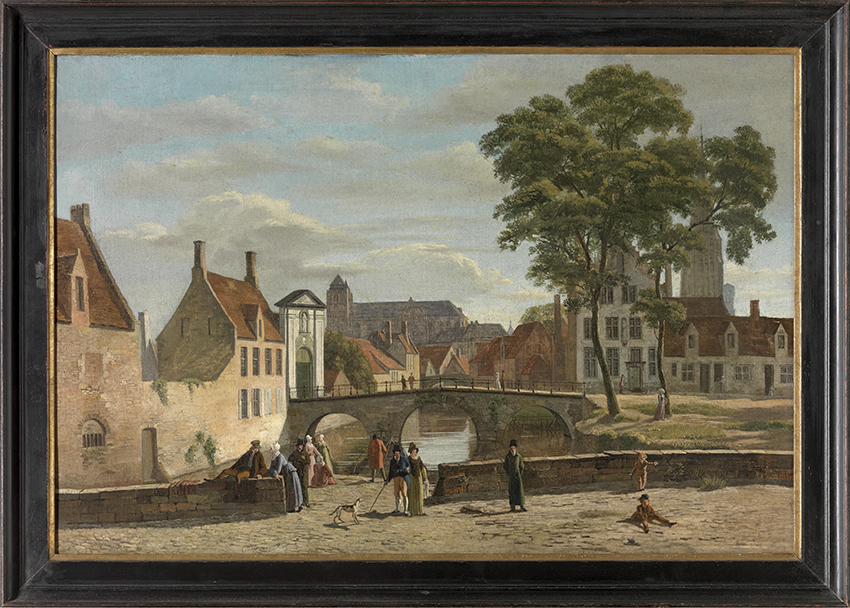
Ingang van het Begijnhof aan het Wijngaardplein, 19de eeuw (Groeningemuseum).